# Эспальон
Эспальо́н (фр. Espalion, окс. Espaliu) — коммуна во Франции, находится в регионе Окситания. Департамент — Аверон. Административный центр кантона Эспальон. Округ коммуны — Родез.
Код INSEE коммуны — 12096.
Коммуна расположена приблизительно в 490 км к югу от Парижа, в 150 км северо-восточнее Тулузы, в 25 км к северо-востоку от Родеза.

## Население
Население коммуны на 2010 год составляло 4341 человек.
| 1962 | 1968 | 1975 | 1982 | 1990 | 1999 | 2006 | 2008 | 2010 |
| ---- | ---- | ---- | ---- | ---- | ---- | ---- | ---- | ---- |
| 3529 | 3881 | 4422 | 4733 | 4614 | 4400 | 4511 | 4447 | 4341 |

## Экономика
В 2007 году среди 2598 человек в трудоспособном возрасте (15—64 лет) 1880 были экономически активными, 718 — неактивными (показатель активности — 72,4 %, в 1999 году было 71,4 %). Из 1880 активных работало 1738 человек (935 мужчин и 803 женщины), безработных было 142 (55 мужчин и 87 женщин). Среди 718 неактивных 209 человек были учениками или студентами, 283 — пенсионерами, 226 были неактивными по другим причинам.

## Достопримечательности
- Бывшая церковь Св. Иоанна Крестителя (XV—XVI века), ныне музей Жозефа Вейле. Памятник истории с 1979 года[3]
- Старый мост (XIII век). Памятник истории с 1888 года[4]
- Старое здание суда (XVI век). Памятник истории с 1911 года[5]
- Фортификационные укрепления деревни Фложак (XIV—XV века). Памятник истории с 1950 года[6]
- Замок Мас (XV век). Памятник истории с 1928 года[7]
- Часовня Перс (XI век). Памятник истории с 1862 года[8]
- Руины замка и часовня Кальмон-д’Ольт (XI—XII века). Памятник истории с 1992 года[9]

## Фотогалерея
- Замок Кальмон-д’Ольт
- Часовня Перс
- Музей Жозефа Вейле